# تیری گادو
تیری گادو (فرانسوی: Thierry Gadou‎؛ زادهٔ ۱۳ ژانویهٔ ۱۹۶۹) بازیکن بسکتبال اهل فرانسه بود.